# I'm Not Ready Yet
Singles de George Jones
He Stopped Loving Her Today
(1980) If Drinkin' Don't Kill Me (Her Memory Will)
(1981)
"I'm Not Ready Yet" est une chanson écrite par Tom T. Hall. Elle a été publiée à l'origine par The Blue Boys en 1968, dont la version a atteint la 58e position du hit-parade Billboard Hot Country Singles. Cette chanson a été reprise par l'artiste américain de musique country George Jones sur son album de 1980 I Am What I Am. Il s'agit du deuxième single extrait de l'album, publié en août 1980. La version de Jones a atteint la deuxième position du hit-parade Billboard Hot Country Singles.

## Positions dans les hits-parades

### Version de The Blue Boys
| Chart (1968)                       | Position |
| ---------------------------------- | -------- |
| U.S. Billboard Hot Country Singles | 58       |

### Version de George Jones
| Chart (1980)                       | Position |
| ---------------------------------- | -------- |
| U.S. Billboard Hot Country Singles | 2        |
| Canadian RPM Country Tracks        | 4        |